# Пеницилл монтанский
Пеници́лл (пеници́ллий) монта́нский (лат. Penicíllium montanénse) — вид несовершенных грибов (телеоморфная стадия неизвестна), относящийся к роду Пеницилл (Penicillium).

## Описание
Колонии на агаре Чапека крайне слабо растущие, на 14-е сутки достигают диаметра 2,2 см, преимущественно с субстратным мицелием, с однородным, но слабым черновато-зелёным спороношением, затем буреющим. Реверс неокрашенный, экссудат отсутствует. На CYA колонии быстрорастущие, на 14-е сутки до 5 см в диаметре, войлочные, радиально-складчатые, белые, по краям со слабо выраженным спороношением. Реверс желтоватый. На агаре с солодовым экстрактом (MEA) колонии 4,5—6,5 см в диаметре на 14-е сутки, шерстистые, при спороношении бархатистые, с неровным краем. Спороношение обильное, тёмно-оливковое, затем коричневато-чёрное. Реверс неокрашенный или светло-красновато-коричневый.
Конидиеносцы с крупными одноярусными кисточками, иногда неправильно разветвлённые, гладкостенные, вздутые на верхушке. Фиалиды в мутовках по 6—14, фляговидные, 10—12 × 3—4 мкм. Конидии почти шаровидные, затем шаровидные, шиповатые, 2—2,5 мкм в диаметре.

### Отличия от близких видов
Наиболее близок Penicillium fuscum, от которого отличается более крупными кисточками и слабым ростом на агаре Чапека.

## Экология
Встречается в почвах хвойных лесов по всему миру.

## Таксономия
Описан из почвы в хвойном лесу в Монтане (отсюда название).
Penicillium montanense M.Chr. & Backus, Mycologia 54 (5): 574 (1962).

### Синонимы
- Penicillium asperosporum G.Sm., 1965
- Penicillium echinosporum G.Sm., 1962, nom. illeg.